# 니콜라에 요르가
니콜라에 요르가(Nicolae Iorga, 1871년 1월 17일 ~ 1940년 11월 27일)은 총리와 상원 의장을 포함한 최고위직을 역임한 루마니아의 정치인이었다. 또한 역사가, 문학 평론가, 회고록 작가, 알바노학자, 시인, 극작가이기도 했다.